# St. Peter und Paul (Rüdenhausen)

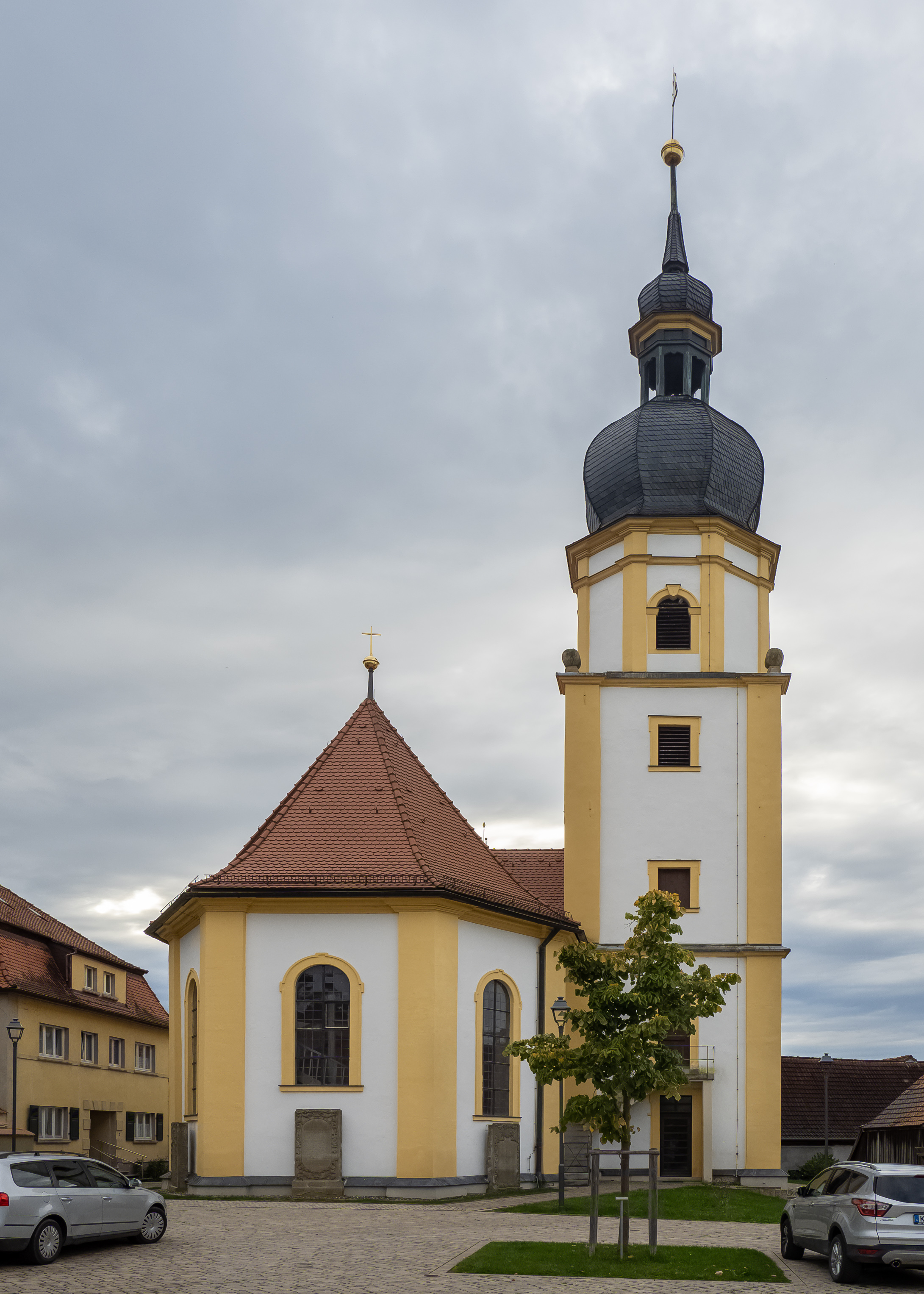
Die Kirche in Rüdenhausen

Die Kirche St. Peter und Paul in Rüdenhausen ist die Pfarrkirche der evangelischen Gemeinde. Sie steht am Kirchplatz inmitten des unterfränkischen Dorfes. Aufgrund der engen Beziehungen zwischen dem Ort und den Grafen von Castell-Rüdenhausen wurde die Kirche von den Dorfherren geprägt. Die 400 Jahre währende Herrschaft der Grafen schlug sich in Gestalt und Ausstattung der Kirche nieder. Die Kirchengemeinde Rüdenhausen gehört zum Dekanat Castell im Kirchenkreis Ansbach-Würzburg der Evangelisch-Lutherischen Kirche in Bayern.

## Geschichte
Die Geschichte der Kirche in Rüdenhausen ist eng mit dem Geschlecht der Grafen von Castell verbunden. Rüdenhausen wurde 1546, nach der Teilung in zwei Hauptlinien, Stammsitz der Linie Castell-Rüdenhausen. Das Aussterben der Linie im Jahr 1803 brachte Rüdenhausen in den Besitz der Remlinger Linie. Graf Christian Friedrich (1772–1850) erneuerte die Rüdenhauser Linie und führte wieder den Namen Castell-Rüdenhausen.

### Die alte Kirche (bis 1708)

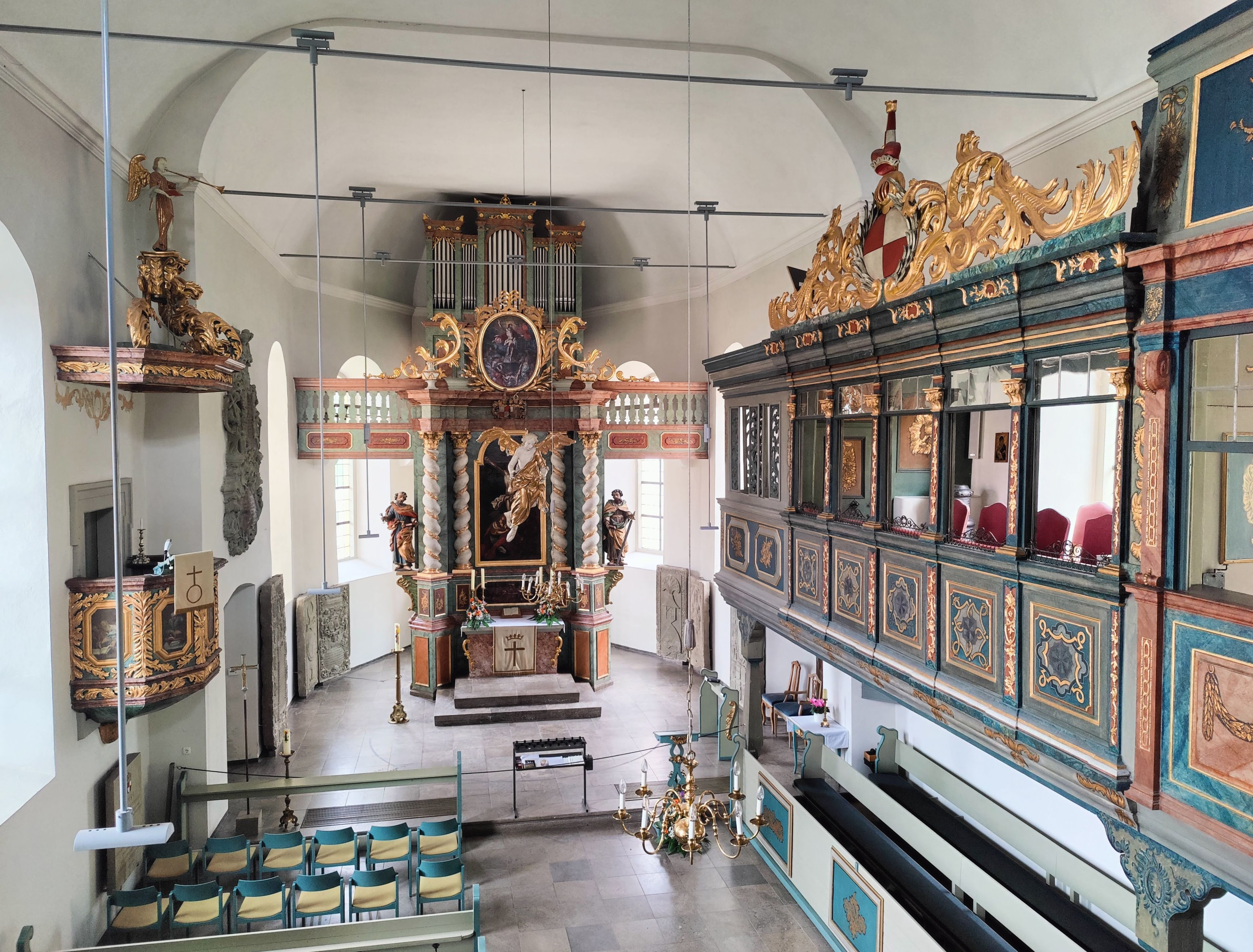
Der Innenraum der Kirche (2023)

Wann Rüdenhausen eine eigene Pfarrei erhielt, ist unklar. Ein Pfarrbuch existiert in dem Ort erst seit der zweiten Hälfte des 16. Jahrhunderts. Gesichert ist, dass Abtswind ab dem Jahr 1364 Filiale der Kirche in Rüdenhausen war. Erst 1396 wurde dieses Verhältnis gelöst. Rüdenhausen selbst war Filiale der Kirchengemeinde Kleinlangheim, obwohl der Ort immer einen eigenen Pfarrer besaß. Mit der Annahme der Reformation und der Ausformulierung einer eigenen Kirchenordnung löste Rüdenhausen im Jahr 1583 dieses Filialverhältnis.
Vom ursprünglichen Kirchengebäude sind nur wenige Informationen überliefert. Erstmals wurde 1364 eine kleine Holzkirche erwähnt. Später werden in einer Urkunde eine Kirche im gotischen Baustil und ein Giebel genannt. Die Kirche war wohl wie die Vorgängerin den Heiligen Peter und Paul geweiht, stand an derselben Stelle, war aber leicht nach Nordwesten verschoben. Die Adelsfamilie von Gnottstadt, die Rüdenhausen von den Grafen Castell 1463–1533 als Lehen bekam, benutzte diese Kirche als Grablege.
Von der alten Kirche ist ein Sakramentshaus im Chor überliefert. Eine Inschrift über dem Chorbogen lautete: „Anno salutis reparatae 1546 paulo ante obitum Illustris ac generosissimi Domini Wolfgangi Comitis ac Domini in Castell sacrosantum Christi evangelium per reverendum virum, Dominum D. Martinum Lutherum, immenso dei beneficio a foecibus et corruptetis (sic!) papisticis repurgatum in hoc pago ac toto comitatu Castellensi pure ac sincere doceri coepit“. Diese Inschrift bezog sich auf die 1546 eingeführte Reformation.
Ottilia, die Tochter des Grafen Georg II., war die Erste aus dem Hause Castell-Rüdenhausen, die im Jahr 1562 in der Kirche bestattet wurde. Im Jahr 1539 erhielt die Kirche eine neue Turmuhr, sie wurde 1695 erneuert. In den Jahren 1569 und 1571 wurde der Turm renoviert. In dieser Zeit wurde auch der Friedhof aus dem Kirchhof auf die sogenannte Pfarrwiese verlegt. Im Jahr 1663 wurde eine neue Orgel mit sechs Registern eingebaut.

### Der Neubau (1708 bis 1712)
Die folgenden Jahre brachten einen Niedergang des Gotteshauses. Deswegen wurde ein Neubau des Kirchenschiffs geplant. Um die nötigen Gelder zu sammeln, erlaubte Graf Johann Friedrich zu Castell-Rüdenhausen sogenannte Kollektenreisen. Die vier Reisen des Rüdenhauser Tünchers Sebastian Ficht brachten mit circa 915 Gulden ein Viertel des benötigten Geldes. Ein Patent des Grafen hatte den Reisenden unterstützt. Die erste Reise Fichts führte von Franken über Thüringen nach Norddeutschland und nahm das ganze Jahr 1702 in Anspruch. Reisestationen waren Schweinfurt, Eisenach, Goslar, Hamburg, Bremen, Kassel und Fulda. Auf der zweiten Sammelreise wandte sich Ficht nach Süddeutschland. Größere Städte, die er von 1702 bis 1706 besuchte, waren Nürnberg, Stuttgart und Erlangen. 1707 schloss sich die Bodenseereise an, auf der er Wetzlar, Ansbach, Ulm und Lindau besuchte. Die letzte Reise des Kollektors Ficht führte ihn unter anderem auch nach Holland. Dorthin wurde er von Graf Adolph von Rechteren beordert, der mit Gräfin Sophia Juliana verheiratet und damit der Schwager des Casteller Grafen war. In Almelo, der Residenzstadt des holländischen Grafen, entstand im Jahr 1738 eine Kirche mit einer ähnlichen Kuppel wie die in Rüdenhausen. Ficht kehrte im Jahr 1709 von seinen Reisen zurück.
Für den geplanten Neubau war der Baumeister Hans Michael Zäuner verpflichtet worden. Die Zimmerarbeiten sollte Matthias Fiedler aus Österreich übernehmen. Im Jahr 1708, als man mit dem Abriss begann, bemerkten die Handwerker, dass neben dem Kirchenschiff auch die restlichen Teile der Kirche marode waren. Also wurde das Gotteshaus vollständig abgerissen. Am 9. Mai 1708 konnte der Grundstein gelegt werden.
Die erste Beerdigung in der neuen Kirche erfolgte am 21. März 1709. Am 22. September des gleichen Jahres wurde die Kirche den Heiligen Peter und Paul geweiht. Die Baumaterialien und die Handwerker kamen aus der näheren Umgebung von Rüdenhausen. Obwohl der Turm erst im Jahr 1712 fertiggestellt werden konnte, wurden bereits Gottesdienste in der neuen Kirche gefeiert. Am 23. August setzte man den Turmknopf auf. Ein Gewitter drei Wochen später machte eine Neufixierung des Turmknopfs am 17. September 1712 nötig.

### Erneuerungen (seit 1712)
Während das Gebäude außen nicht weiter verändert wurde, erfolgten innen einige Umbauten. Neuerwerbungen und Renovierungen formten die Kirche im Inneren. Dies betraf vor allem die Orgel von Caspar Nieden. Sie stand in den Jahren 1709–1754 auf der westlichen Empore und enthielt zehn Register. Im Jahr 1754 wurde das barocke Gehäuse zerstört, die Orgel über dem Altar aufgehängt und von Johann Rudolph Voit erneut gestimmt. Im 19. Jahrhundert bekam die Kirche die heutige Orgel.
Obwohl die Veränderungen an der Fassade der Kirche gering waren, musste das Gebäude in den Jahren 1783, 1825, 1833 und 1895 neu gestrichen werden. Im Jahr 1752 wurden die Epitaphien der Grafen repariert, 1765 malte man die Emporen neu aus. In den Jahren 1846 und 1891 erhielt die Kirche einen neugotischen Kronleuchter, der Altaraufbau wurde mit Ölfarbe übermalt.
Im Jahr 1914 vor dem Ersten Weltkrieg wurde diese Restaurierung rückgängig gemacht und die alte Farbe wieder auf die Kirchenstühle aufgetragen. 1956–1958 wurde die Sakristei erneuert und man entdeckte weitere Grablegen unter der Kirche. Eine weitere Erneuerung erfolgte im Jahr 1971. Das Bayerische Landesamt für Denkmalpflege ordnet das Kirchengebäude als Baudenkmal unter der Nummer D-6-75-162-7 ein.

## Architektur

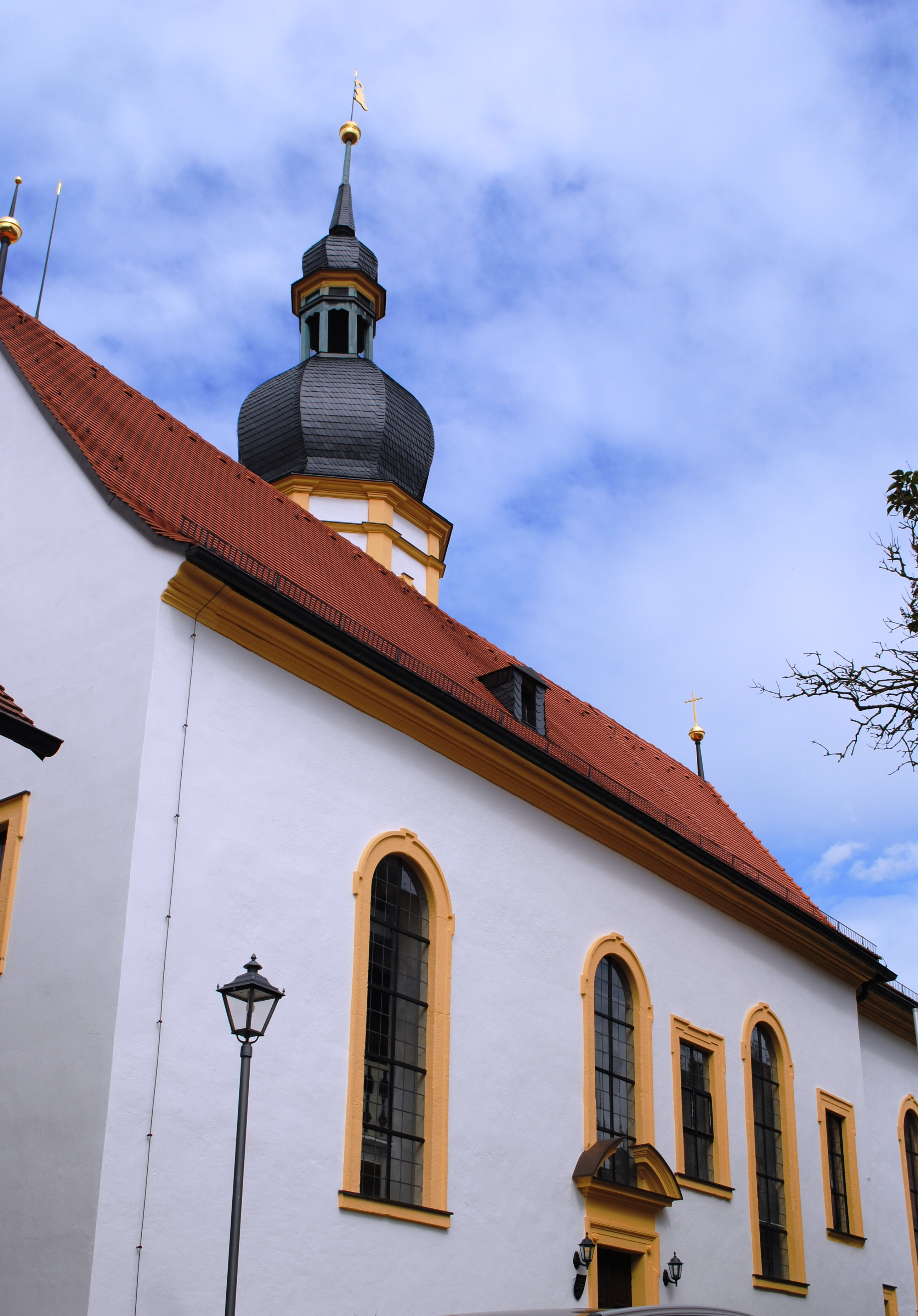
Die Südseite der Kirche

Die Kirche präsentiert sich als Saalbau. Der Chor ragt nach Osten. Der Kirchturm erhebt sich an der Nordseite. Das Kirchengebäude hat ein Satteldach. Der ursprüngliche Zustand des Gebäudes blieb über die Jahrhunderte erhalten.
Anders als bei vielen anderen Sakralbauten befindet sich die Schauseite im Osten. Die Fassade gliedern fünf rundbogige Fenster mit schlichten Rahmen und Ohrungen. Die Nordseite der Kirche hat drei Rundbogenfenster. Der polygonale Chor schließt das Gebäude ab. Die Sakristei wurde nachträglich angebaut.
Der Turm besitzt zwei viereckige Geschosse, von denen das erste auf der Höhe des Chores endet. Ecklisenen und Gurtgesimse sind am Rande der beiden Geschosse angebracht. Ein drittes Geschoss ist achteckig. Die Ecken tragen steinerne Zirbelnüsse. Dem Turm hat eine achtseitige, schiefergedeckte Kuppel. Auf der West- und der Ostseite sind die Wappen der Grafen von Castell angebracht. Die Wetterfahne in Form eines Schwanes wurde vom Schmied Christoph Sommer gestaltet.
Auf der Südseite befindet sich der Haupteingang, über dem ein gesprengter Giebel die einzige Ausschmückung auf dieser Seite des Gebäudes ist. Drei Rundbogenfenster gliedern die Fassade. Einige rechteckige Fenster spenden den Emporen im Inneren Licht. Auf der Westseite befindet sich ein Mittelportal; dort sind ebenfalls mehrere Fenster in den Emporengeschossen angebracht.

## Ausstattung

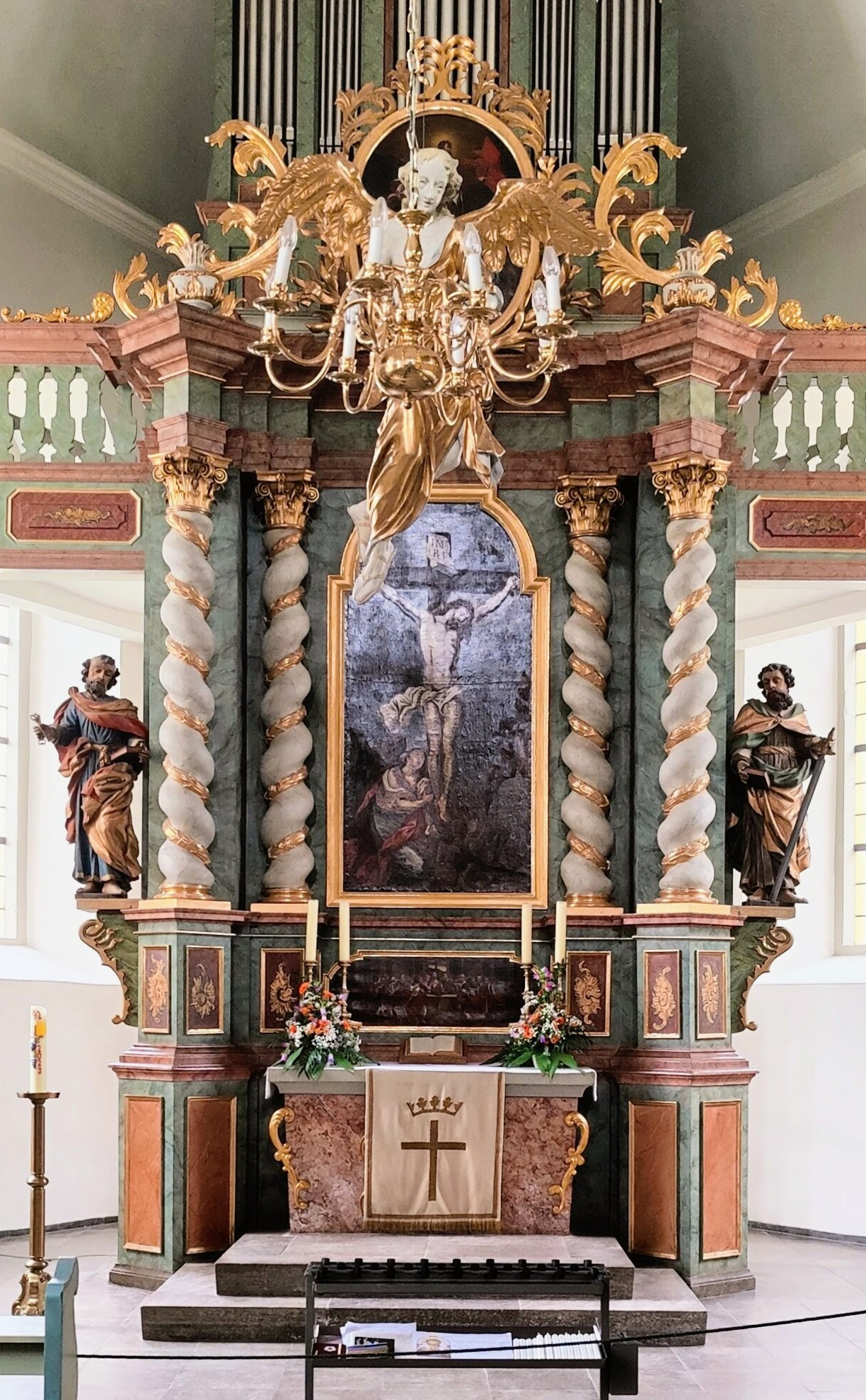
Altar

Die Kirche zeichnet sich vor allem durch die vielen Grabmäler für die Verstorbenen des Hauses Castell-Rüdenhausen im Inneren aus. Mehrere Kirchengeräte sind überliefert. Eine Besonderheit stellt der Taufengel dar.

### Altar

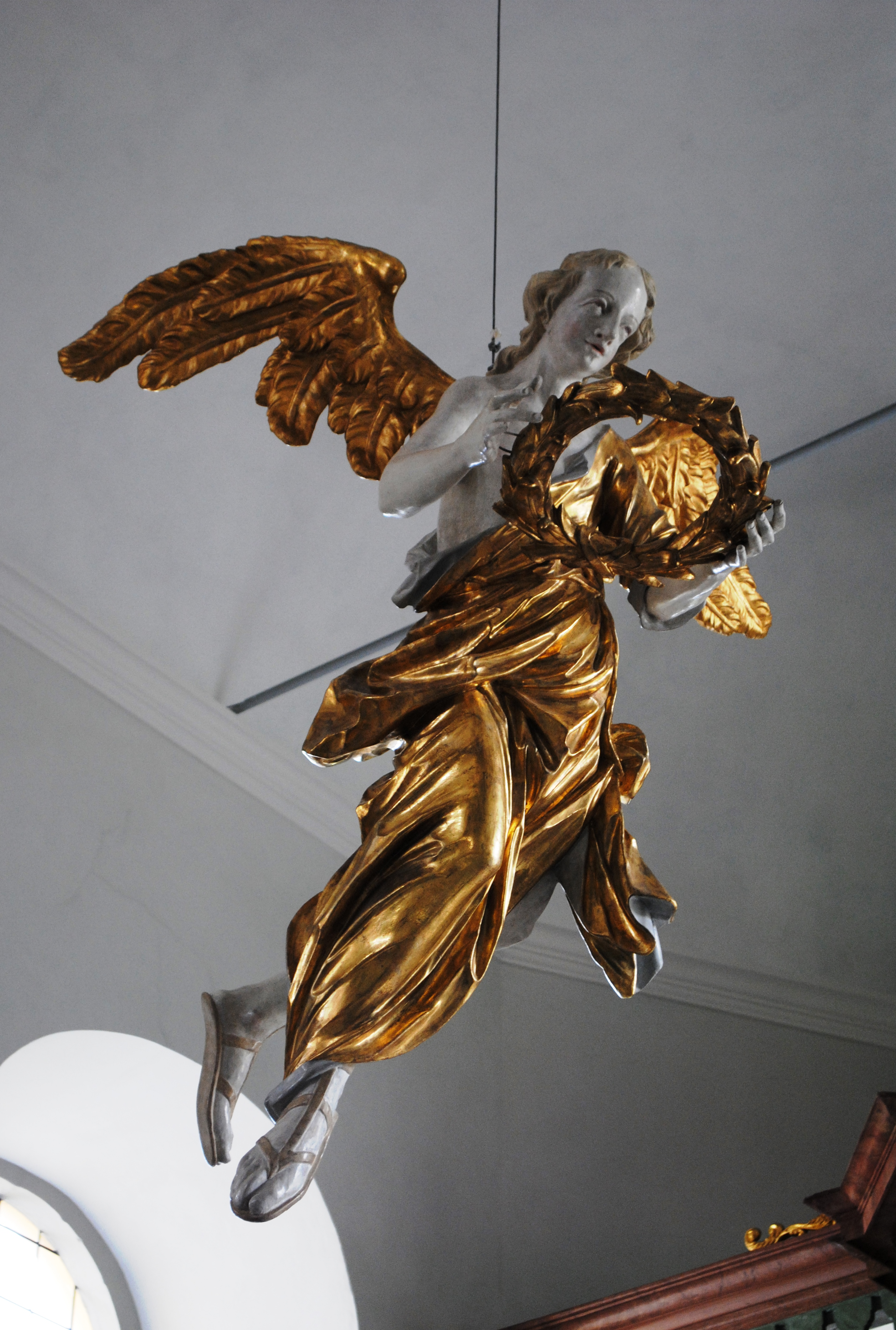
Der Taufengel im Kircheninneren

Der von Simon Merzer geschaffene Altar mit den Maßen „26 Schuh in die Höhe und 12 Schuh in die Breite“ steht mittig im Chor. Der Aufbau ist mehrfach gegliedert und hat vier konkav-konvex gewundene Säulen, die mit geschnitzten vergoldeten Bändern verziert sind. Das Altarblatt zeigt Christus als Gekreuzigten. Links neben dem Kreuz kniet die trauernde Maria Magdalena. Unterhalb des Altarauszugs ist ein Ehewappen des Erbauers Johann Friedrich von Castell und seiner dritten Ehefrau, der Gräfin Catharina Hedwig von Rantzau-Breitenburg, zu sehen. Auf dem Auszug stehen links und rechts zwei Vasen. Ein ovales Ölgemälde in der Mitte des Altarauszuges zeigt den auferstandenen Christus vor dem leeren Grab. Am Sockel des Altars befindet sich ein weiteres, kleineres Ölbild mit der Abendmahlsszene. Als Künstler der Bilder kommt der Würzburger Hofmaler Oswald Onghers in Betracht. Zwei Figuren der Kirchenpatrone St. Peter und Paul aus dem Jahr 1650 flankieren den Altar im Mittelteil.

### Taufengel
Der Taufengel der Rüdenhauser Kirche ist der einzige seiner Art in der Region und einer der wenigen Schwebtaufengel überhaupt. Taufengel existieren auch in Oberfranken, Mecklenburg-Vorpommern, Schleswig-Holstein und Niedersachsen. Er ist fast lebensgroß und trägt ein goldenes Gewand. Goldene Flügel überragen seinen Rücken. In den Lorbeerkranz, den der Engel in Händen hält, kann ein Taufgefäß eingesetzt werden. Bei Taufen kann er an einem Seilzug herabgelassen werden.
Er wurde wohl im Jahr 1778 geschaffen, die Kosten übernahm die Tochter des Baumeisters Hans Michael Zäuner. Im 19. Jahrhundert entfernte man vielerorts die Engel und schaffte stattdessen Taufbecken an. Auch in Rüdenhausen verschwand der Taufengel 1846; bald darauf richtete man ihn wieder auf. Im 20. Jahrhundert wurde der Seilzug elektrisch angeschlossen, sodass der Engel nun vom Kircheninneren heruntergelassen werden kann.

### Kanzel
Die Kanzel befindet sich an der linken Langhauswand. Sie wurde von den Schreinern Franz Hölzer aus Geiselwind und Christoph Wilhelm Holzapfel aus Kleinlangheim geschaffen. Sie besteht aus Holz, die vier Ölfarben-Gemälde auf dem Korpus zeigen Christus als Salvator Mundi und die vier Evangelisten. Auch hier wird Oswald Onghers als Maler vermutet. Der Korpus ist fünfseitig.
Die Fünfseitigkeit wiederholt sich am Schalldeckel. Vier Akanthusranken begrenzen ein Säulenkapitell. Ein Posaunenengel bekrönt die Kanzel. Er entstammt der gleichen Werkstatt wie der Taufengel. Vergoldetes Blattwerk und aufgemalte Ornamente verzieren die gesamte Kanzel.

### Orgel und Emporen

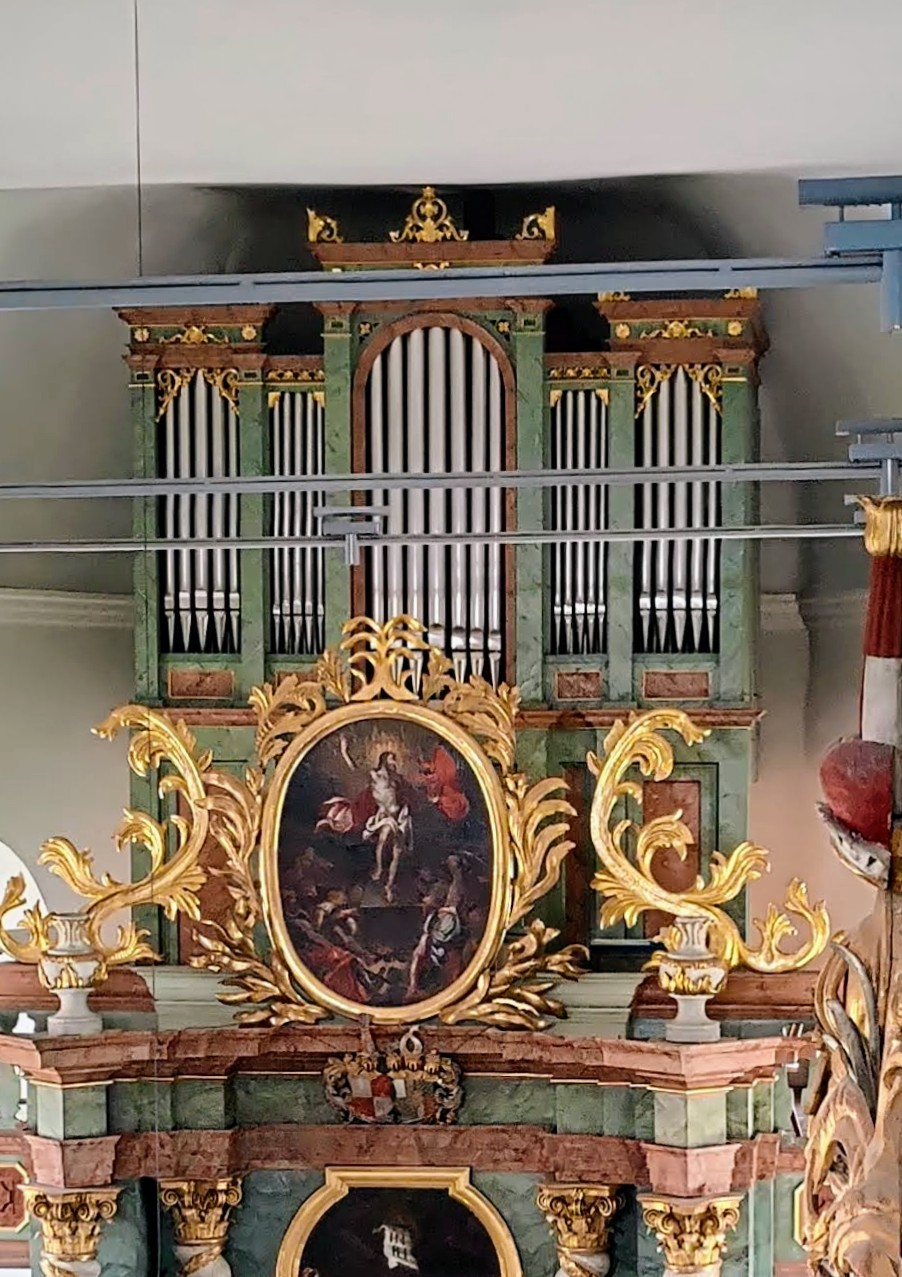
Orgelprospekt der Firma Steinmeyer

Die Orgel befindet sich oberhalb des Altars hinter einer Empore. Sie wurde im Jahr 1875 von der Orgelwerkstatt Steinmeyer in Oettingen geschaffen. Die damalige mechanische Kegelladentechnik macht sie heute zu einem seltenen Instrument. Sie besitzt elf Register auf einem Manual und Pedal und hat eine „romantische“ Klangfarbe. Eine Restaurierung erfolgte 1988.
Das Langhaus der Kirche wird von zweigeschossigen Emporen an den westlichen und nördlichen Langhausseiten beherrscht. Sie ruhen auf kunstvoll verzierten Holzpfeilern und sind zum Teil offen, zum Teil in drei Logen durch Glas- bzw. Rankengitterfenster abgeschlossen. Die mittlere wird Herrschaftsloge oder Herrschaftsstand genannt, ist mit Akanthuswerk und kleinen Pilastern verziert und war den Mitgliedern des Fürstenhauses vorbehalten. Ein großes Wappen des Hauses Castell bekrönt diese Empore. Die Emporen wurden von Matthias Fiedler geschaffen. Er erhielt für die Arbeit 70 Gulden. Die Verzierungen stammen wohl von den Meistern des Altars.

### Glocken
Den Umschmelzungen in den beiden Weltkriegen fielen viele der Rüdenhauser Glocken zum Opfer. Die älteste der heutigen fünf Glocken im Turm der Kirche ist die Zeit- oder Elf-Uhr-Glocke aus dem Jahr 1608. Sie wurde von Graf Gottfried von Castell-Rüdenhausen gestiftet und vom Nürnberger Gießer Christoph geschaffen. Sie schlägt jede Stunde in a' und wiegt 630 kg. Ihr Durchmesser beträgt 98 cm. Eine Inschrift lautet: „Christof glockengießer zu nurmberg gos mich gottes wort bleibt ewig glaub dem mit der that bist selig“.
Zwei Glocken stammen von 1950. Die Zwölf-Uhr-Glocke wurde vom Haus Castell-Rüdenhausen gestiftet, um an die Gefallenen im Zweiten Weltkrieg zu erinnern. Sie wurde in Heidelberg von der Firma Friedrich und Wilhelm Schilling mit der Tonlage g' gegossen. Die Taufglocke, gestiftet von der Gemeinde, entstand ebenfalls in Heidelberg. Der Durchmesser dieser Glocke mit der Tonlage c' ist 70 cm.
Zwei weitere Glocken, die Dank- und Konsekrationsglocke und die Totenglocke, entstanden im Jahr 1991. Letztere ersetzte eine Stahlglocke aus dem Jahr 1926. Sie haben die Tonlagen e' (Dankglocke) und d' (Totenglocke). Zusammen bilden die fünf Glocken die Melodie des Te Deums.

### Kirchengeräte

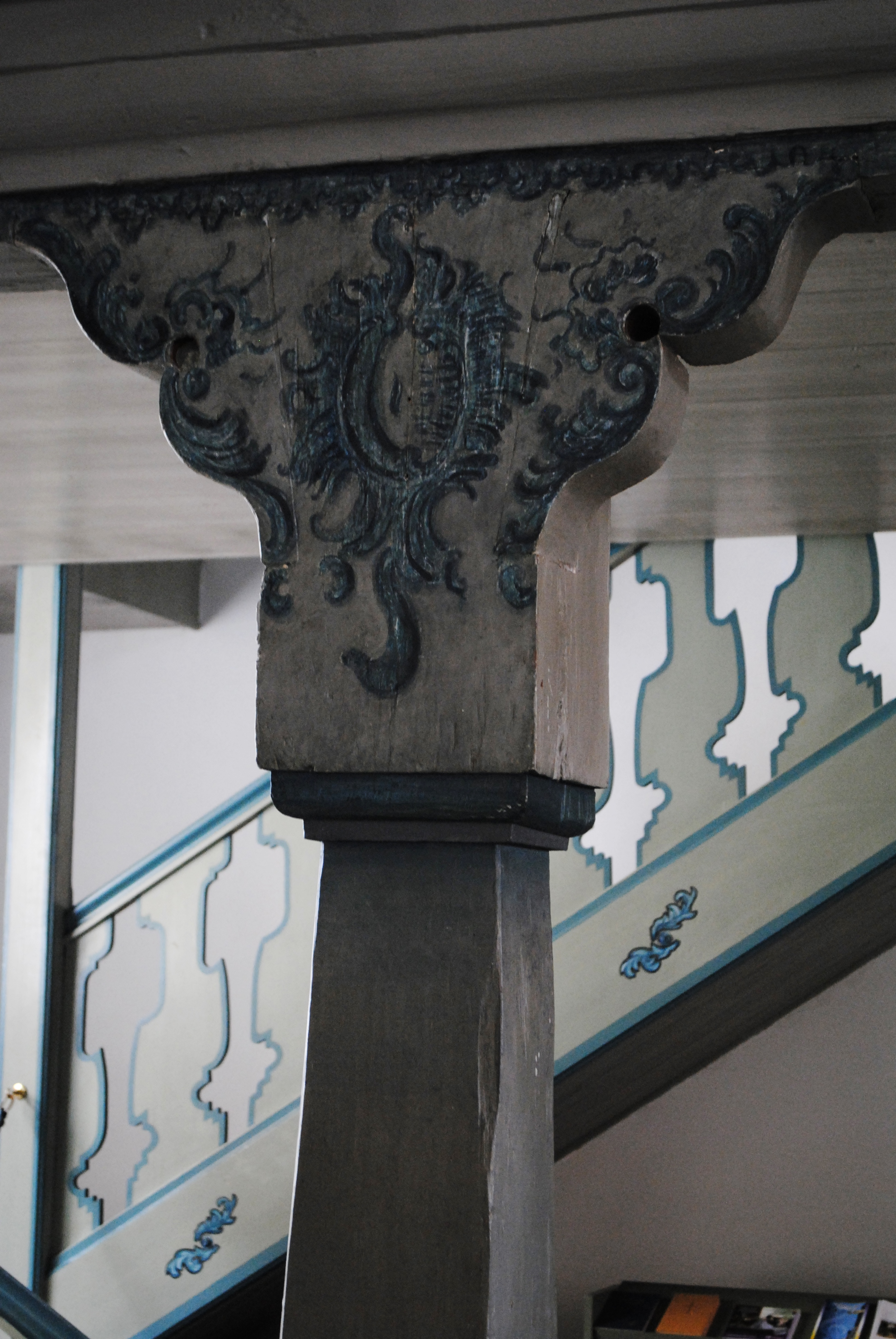
Die Holzpfeiler der Emporen

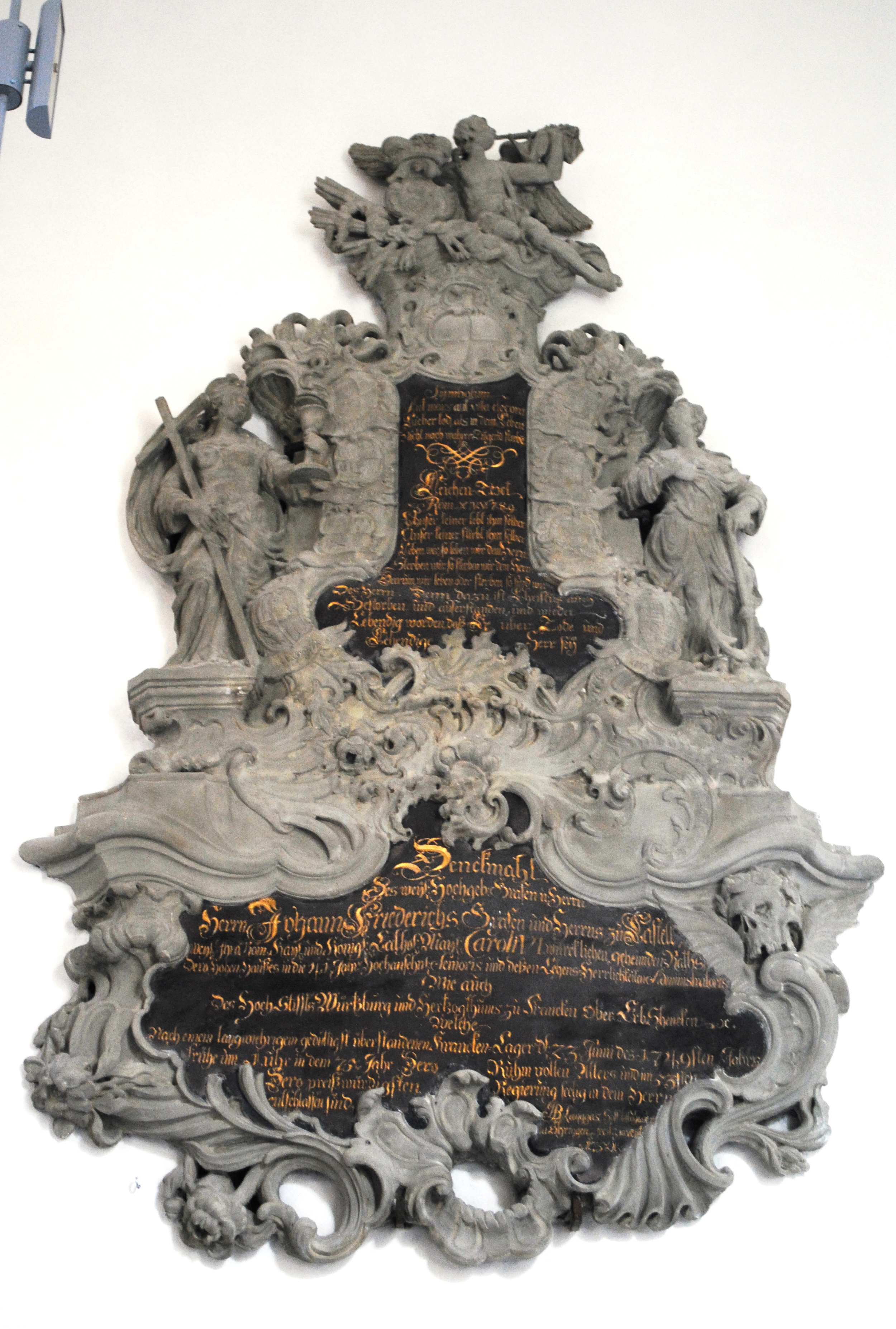
Epitaph des Grafen Johann Friedrich Graf von Castell-Rüdenhausen (1675–1749)

Die Rüdenhauser Kirche besitzt neben den Ausstattungsgegenständen auch eine große Sammlung an kirchlichen Geräten. Sie stammen zumeist aus Stiftungen des Herrscherhauses und wurden von Schmieden aus Kitzingen, Schweinfurt und Nürnberg gearbeitet.
Das älteste Stück ist ein 17,5 cm hoher gotischer Kelch aus vergoldetem Silber, der im Jahr 1532 von Nürnberger Schmieden gefertigt wurde. Er trägt auf dem Nodus die Inschriften „ihs – xps“ (Jesus Christus) und „Ave mar“ (Ave Maria). Ein Allianzwappen des Stifterpaares Hans von Gnottstadt und Gemahlin Anna geb. von Seckendorf befindet sich am Fuß. Ähnliche Exemplare besitzt die Spitalkirche in Wunsiedel.
Aus dem Jahr 1618 stammt eine Hostienbüchse aus Silber. Auf dem Deckel der 4,5 cm hohen Büchse mit einem Durchmesser von 7 cm sind die Buchstaben „L“ und „B“ und die Jahreszahl eingraviert. Ein Wappen zeigt einen Hund, womit es dem Wappen der Gnottstadter ähnelt. Lediglich die Vorderfüße fehlen. Ein Krankenkelch, der um das Jahr 1650 entstand, zeigt eindeutig das Wappen der Freiherren von Limpurg. Der 11 cm hohe Kelch stammt wohl aus der Stiftung von Anna Luise zu Castell-Rüdenhausen.
Eine der beiden Abendmahlskannen aus Silber mit reichen Verzierungen entstand im Jahr 1751. Ein Lamm ziert den Deckel. Der Griff ist einem Engel nachgestaltet. Die Inschrift im Deckel lautet: „+ JOHANN CONRAD HLYN MDCCXXXI“. Eine Meistermarke weist das Stück als Arbeit des Schweinfurter Meisters Johann Georg Vogt aus. Die andere Kanne ist eine Arbeit des Rokoko und stammt aus dem Jahr 1768. Der Deckel ist mit dem Osterlamm geschmückt. Die Inschrift auf dem Griff lautet: „MARGARETHA ACKERMAENIN 1768“. Die Kanne wurde von einem Nürnberger Meister geschaffen und ist 22,5 cm hoch.
Ein im Jahr 1745 entstandener Kelch mit Patene von Johann Georg Vogt besteht aus vergoldetem Silber und ist 21 cm hoch. Er trägt die Inschrift: „Maria Jacobina Sophia Kornästerin gebohrne Leonhardtin – Eva Juliana Stiglingin gebohrne Leonhardtin 1745“. Die Cupa ist glatt, der Nodus dagegen gewunden gearbeitet.
Der Hostienteller aus dem 18. Jahrhundert besteht aus Silber. Die Umschrift lautet „MARGARETA BARBARA SPRENGERin“. Das Stadtwappen Kitzingens ist das Beschauzeichen. Der Meister ist mit „JHS“ abgekürzt. Der Teller hat einen Durchmesser von 14,5 cm. Außerdem befinden sich zwei Leuchter aus dem Jahr 1856 im Kirchenschatz. Beide sind 36 cm hoch und werden in einer Inschrift als Stiftungen der Gräfin Marianne Caroline Louise zu Castell-Rüdenhausen genannt.
Eine Schale wurde zum Andenken an Elisabeth Gräfin zu Castell-Rüdenhausen im Jahr 1890 geschaffen. Der Meister, mit „WTB“ abgekürzt, gravierte in die Mitte der Schale die Inschrift „Fürchte dich nicht – glaube nur“ ein. Eine weitere Hostienbüchse aus Silber stammt aus dem 19. Jahrhundert. Der Deckel der 7,5 cm hohen profilierten Büchse trägt ein stehendes Kreuz. Die Inschrift auf der Unterseite nennt den Meister „G. E. Eggert – Mühlhausen i/Th“.
Das jüngste Kirchengerät, ein vergoldeter, 21,5 cm hoher Silberkelch, stammt aus dem Jahr 1926. Auf der barockisierenden Arbeit ist ein Ehewappen von (Castell-Isenburg) eingelassen. Die Inschrift lautet: „Zur Erinnerung an Fürst Wolfgang zu Castell-Rüdenhausen und Fürstin Emma zu Castell-Rüdenhausen, Prinz. zu Ysenburg und Büdingen – Geschenkt von ihren Kindern Casimir, Marie, Alexander, Luitgard, Hugo, Hermann, Wolfgang – Juli 1926.“

### Epitaphe
Zwölf kunstvoll gestaltete Epitaphe befinden sich innerhalb und an der Außenfront der Kirche. Sie stammen zum Teil von der Vogelsburg bei Volkach, wo die Grafen von Castell zunächst beigesetzt wurden. Das Kloster wurde im Zuge der Säkularisation aufgelöst, die Grabmäler wurden auf Betreiben des Archivars Friedrich Wilhelm Viehbeck nach Rüdenhausen verbracht. Einige Epitaphe stammen aus der alten Kirche. Weitere Grabmäler entstanden nach dem Kirchenneubau. Drei für Hofräte der Grafen befinden sich außen am Chor.

#### Aus der Vogelsburg
Das älteste Epitaph für Hermann I. zu Castell wurde um das Jahr 1258 geschaffen und besteht aus einer lebensgroßen Plastik, die durch Verwitterung stark zerstört ist, und dem eigentlichen Grabmal. Die Umschrift lautet: „† ANNO • DNI • M • CCL … [FUN]DATOR • S • CON[VENTUS] CARM … HERMAN • COMES • DE • KASTEL • OB[IIT]“ (Im Jahre des Herrn 125[.] starb der Gründer des Klosters der Karmeliten Herman Graf von Castell). Die Plastik aus dem 16. Jahrhundert stellt Hermann als spätmittelalterlichen Ritter dar.
Ein weiteres Epitaph aus der Vogelsburg ist das des Grafen Friedrich V. Er starb fünfjährig am 6. Mai 1325. Das Sandsteingrabmal enthält zentral das Wappen der Grafen von Castell, darüber einen Helm mit Büffelhörnern. Ein Relief unterhalb des Wappens ist kaum zu erkennen. Das dritte Grabmal für den Grafen Hermann IV. stammt aus dem Jahr 1363 und zeigt ebenfalls einen Helm und das gräfliche Wappen.

#### Aus der alten Kirche
Von den aus der alten Kirche stammenden Grabmälern ist das der Familie Gnottstadt aus dem Jahr 1532 hervorzuheben. Es stellt eine Tochter der von Gnottstadt und von Seckendorff dar, die betend in Renaissancetracht dargestellt ist. Ein kunstvolles Alabasterepitaph befindet sich an der Langhauswand. Es ist das Doppelepitaph des Grafen Georg II. und seiner Gemahlin Sophia aus dem Jahr 1589. Das Grabmal besteht aus mehreren Geschossen mit verschiedenen Details.
Zwei weitere Grabmäler der Gräfinnen Charlotta Juliana und Charlotta Luisa stammen aus den Jahren 1696 und 1697. Während das der Juliana, auf dem zwei Putten das Ehewappen der Castell/Castell-Remlingen halten, eine barocke Arbeit ist, ist das der Luisa wesentlich einfacher gearbeitet. Mehrere Wappen umrahmen einen Text mit dem Gekreuzigten darüber. Das Ehewappen Castell/Hohenlohe nimmt die Mitte ein.

#### Nach dem Kirchenneubau
Ein weiteres Gräfinnengrab entstand erst nach dem Neubau der Kirche. Das 1746 geschaffene Epitaph der Eleonora Christiana ähnelt in seinem Aufbau stark dem der Charlotta Luisas von 1697. Die Wappen der Agnaten bestimmen wiederum den Aufbau. Das Grabmal des Johann Friedrich von Castell-Rüdenhausen aus dem Jahr 1751 von Johann Baptista Lauggas ist mit reichem Ornament versehen.
Eine Gedenktafel aus dem Jahr 1959 erinnert an Fürst Rupert, der im Jahr 1944 an der Ostfront vermisst wurde. Den Gedenkstein stiftete sein Bruder Siegfried Fürst zu Castell-Rüdenhausen.

## Grablege der gräflichen Familie Castell
Neben den obengenannten Mitgliedern des gräflichen Hauses Castell-Rüdenhausen wurden auch andere Angehörige des Herrscherhauses in der Kirche beigesetzt. Einige der Grabkammern unter der Kirche wurden erst im Jahr 1957 entdeckt (siehe auch Grablege der gräflichen Familie Castell im Kloster Birklingen, Grablege der gräflichen Familie Castell in Castell und Grablege der gräflichen Familie Castell im Kloster Vogelsburg).
| Name                                                                 | Lebensdaten | Anmerkungen                        |
| -------------------------------------------------------------------- | ----------- | ---------------------------------- |
| Ottilia Gräfin zu Castell                                            | 1562–1562   |                                    |
| Martha Gräfin zu Castell                                             | 1567–1569   |                                    |
| Sophia Gräfin und Frau zu Castell-Rüdenhausen                        | 1535–1588   | geb. Freiin zu Limpurg             |
| Georg II. Graf und Herr zu Castell-Rüdenhausen                       | 1527–1597   |                                    |
| Gottfried Graf und Herr zu Castell-Rüdenhausen                       | 1577–1635   |                                    |
| Sophia Christiana Gräfin zu Castell-Rüdenhausen                      | 1644–1647   |                                    |
| Maria Magdalena Gräfin zu Castell-Rüdenhausen                        | 1647–1649   |                                    |
| Johann Friedrich Graf zu Castell Rüdenhausen                         | 1651–1651   |                                    |
| Georg Friedrich Graf und Herr zu Castell-Rüdenhausen                 | 1600–1653   |                                    |
| Anna Luisa Gräfin und Frau zu Castell-Rüdenhausen                    | 1619–1663   | geb. Freiin zu Limpurg             |
| Heinrich Albrecht II. Graf zu Castell-Rüdenhausen                    | 1643–1674   |                                    |
| Eberhard Graf zu Castell-Rüdenhausen                                 | 1650–1674   |                                    |
| Elisabeth Dorothea Sybilla Gräfin zu Castell Rüdenhausen             | 1677–1678   |                                    |
| Johann Gottfried Graf zu Castell-Rüdenhausen                         | 1678–1679   |                                    |
| Friedrich Ludwig Graf zu Castell-Rüdenhausen                         | 1642–1680   |                                    |
| Philipp Gottfried Graf und Herr zu Castell-Rüdenhausen               | 1641–1681   |                                    |
| Anna Sybilla Florentina Gräfin und Frau zu Castell-Rüdenhausen       | 1648–1685   | geb. Wild- und Freigräfin zu Dhaun |
| Charlotta Juliana Gräfin und Frau zu Castell-Rüdenhausen             | 1670–1696   | geb. Gräfin zu Castell-Remlingen   |
| Charlotta Luisa Gräfin und Frau zu Castell-Rüdenhausen               | 1671–1697   | geb. Gräfin zu Hohenlohe           |
| Friederike Charlotte Gräfin zu Castell-Rüdenhausen                   | 1697–1698   |                                    |
| Christiana Charlotte Juliana Gräfin zu Castell-Rüdenhausen           | 1681–1698   |                                    |
| Sophia Gräfin zu Castell-Rüdenhausen                                 | 1704–1704   |                                    |
| Philipp Friedrich Graf zu Castell-Rüdenhausen                        | 1706–1706   |                                    |
| Wolfgang Christian Graf zu Castell-Rüdenhausen                       | 1702–1707   |                                    |
| Wilhelmina Charlotte Gräfin zu Castell-Rüdenhausen                   | 1705–1707   |                                    |
| Eleonora Christiana Gräfin und Frau zu Castell-Rüdenhausen           | 1720–1746   | geb. Gräfin zu Hohenlohe           |
| Johann Friedrich Graf und Herr zu Castell-Rüdenhausen                | 1675–1749   |                                    |
| Johanna Elisabetha Gräfin zu Castell-Rüdenhausen                     | 1679–1757   |                                    |
| Magdalena Dorothea Gräfin und Frau zu Castell-Rüdenhausen            | 1705–1762   | geb. Gräfin zu Hohenlohe           |
| Johann Friedrich Carl Heinrich Graf zu Castell-Rüdenhausen           | 1776–1776   |                                    |
| Friedrich Ludwig Carl Christian Graf und Herr zu Castell-Rüdenhausen | 1746–1803   |                                    |

## Pfarrer
Die Liste der Pfarrer von Rüdenhausen umfasst die Vorsteher der Kirchengemeinde. Sie sind erst ab dem Jahr 1633 vollständig überliefert. Vor dem Jahr 1364 fehlen jegliche urkundliche Belege.
| Name                               | Amtszeit  | Anmerkungen                                                                           |
| ---------------------------------- | --------- | ------------------------------------------------------------------------------------- |
| Heinrich                           | 1364      | genannt „plebanus Ecclesiae parochialis“ (lat. Pfarrer der Pfarrkirche)               |
| Friedrich Escherich                | 1440–1454 | aus Volkach                                                                           |
| Nikolaus Beck                      | 1455–1458 |                                                                                       |
| Nikolaus Siebenmark                | 1464      | aus Kleinlangheim                                                                     |
| Johannes Weiß                      | 1472      | vorher Frühmessner in Abtswind                                                        |
| Andreas Rügamer                    | 1505      | Pfarrverweser                                                                         |
| Hermann Teufel                     | 1546      | letzter katholischer Pfarrer                                                          |
| … Dankfuß                          | 1546      | Vorname unklar, erster lutherischer Pfarrer                                           |
| Caspar Hahn                        | 1560      |                                                                                       |
| Georg Kraft                        | 1569      |                                                                                       |
| Johannes Eigelmann                 | 1577–1588 |                                                                                       |
| Wolfgang Hüllmantel                | 1592      |                                                                                       |
| Philippis Kiris                    | 1616      | aus Kirchheim unter Teck                                                              |
| Johannes Heilbrunner               | 1618      | aus Lauingen                                                                          |
| Johannes Schwab                    | 1627      | vorher Pfarrer in Seinsheim                                                           |
| Christian Hüler                    | 1633–1635 | aus Schweinfurt                                                                       |
| Diakonus Herold                    | 1636–1639 | danach Pfarrer in Kitzingen und Mainstockheim, aus Kleinlangheim                      |
| Johann Wolfgang Braunwald          | 1641–1644 | vorher Pfarrer in Abtswind, versieht 1636–1645 die Pfarrei Eichfeld mit               |
| Johann Wolfgang Gütlein            | 1645–1695 | vorher Pfarrer in Eichfeld                                                            |
| Friedrich Abraham Marckard         | 1696–1717 | auch Hofprediger und Konsistorialrat                                                  |
| Georg Heinrich Gryphius            | 1717–1719 |                                                                                       |
| Arnold Kortwig                     | 1719–1722 | aus Herford                                                                           |
| Georg Wolfgang Bernhard Landbeck   | 1723–1763 | Superintendent, aus Weikersheim                                                       |
| Johann Heinrich Christian Landbeck | 1763–1765 | Sohn des Georg Wolfgang Bernhard Landbeck                                             |
| Johann Christoph Thaut             | 1765–1795 | vorher Pfarrer in Eichfeld, Superintendent, Konsistorialrat und Hofprediger           |
| Johann Georg Westernacher          | 1796–1802 | vorher Pfarrer in Abtswind                                                            |
| Johann Heinrich Stephani           | 1807      | danach Kreisschulrat in Augsburg, Dekan in Gunzenhausen                               |
| Johann Christoph Grieninger        | 1807–1829 | auch Dekan und Hofprediger                                                            |
| Christian Friedrich Knoll          | 1829–1846 | auch Dekan und Hofprediger                                                            |
| Franz Xaver Walther                | 1847–1870 | danach Pfarrer in Aeschach                                                            |
| Karl Benedict Rappold              | 1871–1881 | danach Pfarrer in der St. Jakobskirche, Augsburg                                      |
| Wilhelm Hofstätter                 | 1882–1886 | vorher Pfarrer in Altenschönbach                                                      |
| Johann Leonhard Haller             | 1887–1898 | danach Dekan in Naila und Insingen                                                    |
| Adolf Kirsch                       | 1899–1916 | danach Pfarrer in Ortenburg und Merkendorf, aus Hohenfeld                             |
| Theodor Krafft                     | 1916–1926 | danach Pfarrer in Berchtesgaden und Pfarrer in der Erlöserkirche, München             |
| Friedrich Arold                    | 1926–1934 | vorher Stadtvikar in Aschaffenburg, danach Pfarrer in Nürnberg und Dekan in Wunsiedel |
| Hermann Dietzfelbinger             | 1935–1939 | vorher Stadtvikar in München, danach Landesbischof in Bayern                          |
| Wilhelm Schmerl                    | 1939–1953 | aus Gollhofen                                                                         |
| Wilhelm Friedrich Schott           | 1953–1964 | vorher Stadtvikar in Aschaffenburg, aus Würzburg                                      |
| Ernst-Ludwig Werner                | 1965–2000 | zusammen mit der Gemeinde in Wiesentheid, Ehrenbürger von Rüdenhausen, aus Nürnberg   |